# Akropolis-Turnier 1986
Die erste Auflage des Akropolis-Basketball-Turniers 1986 fand zwischen dem 18. und 20. Juni 1986 in Piräus statt. Ausgetragen wurden die insgesamt sechs Spiele im Stadion des Friedens und der Freundschaft.
Neben der gastgebenden Griechischen Nationalmannschaft nahmen auch die Nationalmannschaften aus Italien, Jugoslawien sowie den Niederlanden teil.
Zu den Stars des ersten Akropolis-Turniers gehörten neben den Jugoslawen Dražen Petrović und Vlade Divac auch die Griechen Nikos Galis und Panagiotis Giannakis.

## Begegnungen
| 18. Juni 1986 | Griechenland | 87 - 95  | Jugoslawien |
| 18. Juni 1986 | Italien      | 90 - 63  | Niederlande |
| 19. Juni 1986 | Griechenland | 91 - 93  | Italien     |
| 19. Juni 1986 | Jugoslawien  | 105 - 76 | Niederlande |
| 20. Juni 1986 | Griechenland | 104 - 88 | Niederlande |
| 20. Juni 1986 | Jugoslawien  | 92 - 80  | Italien     |

## Tabelle
| Rang | Land         | Punkte | Körbe   |
| ---- | ------------ | ------ | ------- |
| 1    | Jugoslawien  | 6      | 292-243 |
| 2    | Italien      | 5      | 263-243 |
| 3    | Griechenland | 4      | 282-276 |
| 4    | Niederlande  | 3      | 227-299 |